# Euphorbia brachyphylla
Euphorbia brachyphylla Denis, 1921 è una pianta appartenente alla famiglia delle Euforbiacee diffusa  in Madagascar.
Il suo habitat è costituito da zone rocciose.

## Conservazione
La IUCN Red List classifica E. brachyphylla come specie in pericolo di estinzione (Endangered).
La specie è inserita nell'Appendice II della Convention on International Trade of Endangered Species (CITES).